# Pöchlarner Straße
Die Pöchlarner Straße B 209 ist eine Landesstraße B in niederösterreichischen Bezirk Melk. Sie hat eine Länge von zwei Kilometern und führt über die Donau.
Die Straße sowie die Brücke über die Donau zwischen Pöchlarn und Klein-Pöchlarn wurden 2002 fertiggestellt. Die Donaubrücke Pöchlarn verfügt über zwei Fahrbahnen, einen Rad- und Gehweg und ersetzt die vorher verkehrende Motorfähre.